# Клайнандельфинген
Клайнандельфинген (нем. Kleinandelfingen) — коммуна в Швейцарии, в кантоне Цюрих.
Входит в состав округа Андельфинген. Население составляет 2035 человек (на 31 декабря 2007 года). Официальный код — 0033.